# Região natural
Uma região natural é uma unidade geográfica básica. Trata-se de uma área delimitada por critérios da geografia física, sendo especificamente uma unidade de paisagem.
Na geografia física é caracterizada por parâmetros mensuráveis dos geofatores clima, relevo, balanço hídrico, solo, estrutura geológica e biosfera. Do ponto de vista ecológico, a flora e a fauna naturais da região são provavelmente influenciadas pelos seus fatores geográficos e geológicos, tais como a disponibilidade do solo e da água, de uma forma significativa. Assim, a maioria das regiões naturais são ecossistemas homogêneos. A ação antrópica pode ser um factor importante na formação e no destino de uma determinada região natural.
O conceito é uma grande unidade geográfica básica particularmente útil onde não existe uma região oficial correspondente ou contígua. As regiões naturais individuais podem ser concebidas como indivíduos espaciais cujo caráter geral difere das unidades de regiões vizinhas em um ou mais geofatores, ou como tipos que possuem uma combinação semelhante de características. Em ambos os casos, as regiões naturais com aparência e características de localização específicas, bem como com qualidade de localização, são separadas das regiões vizinhas com características distinguíveis.